# Jacobus Roman

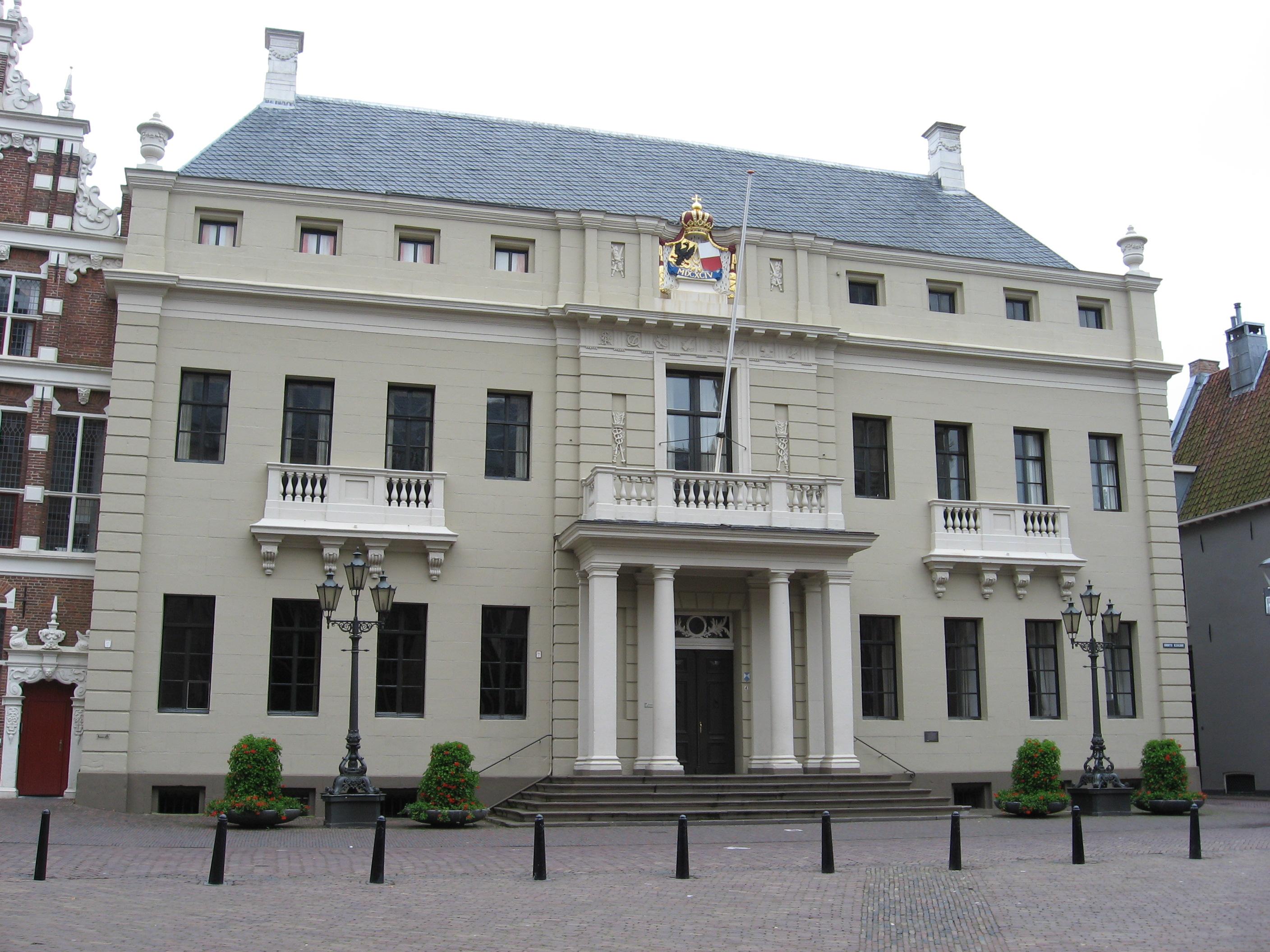
Ratusz w Deventer

Jacobus Roman (ur. 1640, zm. 1716) – holenderski architekt i rzeźbiarz. Projektował pałac Het Loo oraz ratusz w Deventer. Trzymał się stylu barokowego.